# فک کلاه‌دار

فک کلاه‌دار یا فک سرپوش‌دار (نام علمی: Cystophora cristata) نام یک گونه از تیره فک بی‌گوش است.